# 4713 Steel
Steel (asteróide 4713) é um asteróide da cintura principal, a 1,7846814 UA. Possui uma excentricidade de 0,073606 e um período orbital de 976,63 dias (2,67 anos).
Steel tem uma velocidade orbital média de 21,45903882 km/s e uma inclinação de 22,67043º.
Este asteróide foi descoberto em 26 de Agosto de 1989 por Robert McNaught.